# Associação Grande São Luiz de Clubes
A Associação Grande São Luiz de clubes ou simplesmente AGSL, é um clube brasileiro de              futsal da cidade de São Luiz Gonzaga, no estado do Rio Grande do Sul, fundado em 1998. 
Suas cores são o Branco o Azul e o Vermelho, coloração que está inserida em seu escudo juntamente com a bola de futsal ao centro, a qual representa o esporte principal praticado e, mais acima, 3 estrelas douradas que representam as suas principais conquistas, o tricampeonato da Série Prata do Gauchão de Futsal, feitos estes que a associação orgulha-se tanto, uma vez que é a única do estado a possuir tal honraria.

## História
A Associação Grande São Luiz de Clubes (AGSL) teve como sua fundação o ano de 1998, passando então a ser uma organização esportiva que se localiza na cidade de São Luiz Gonzaga, cidade no interior do Estado do Rio Grande do Sul. A AGSL é especialmente conhecida por seu time de futsal, que representa a cidade em competições regionais e estaduais, sendo uma das equipes mais tradicionais do cenário estadual.
Já no ano de 1999 foi Vice-Campeão da Série Bronze, conquistando o acesso para a Séria Prata do ano seguinte, divisão está onde é popularmente conhecido como “Rei da Prata”, uma vez que é detentora de 3 títulos desta competição, tornando-se uma das principais equipes de futsal do Estado do Rio Grande do Sul.
Em 2000, a AGSL participa pela primeira vez da série Prata, competição está em que se sagrou campeã em três oportunidades, 2001, 2009 e 2010, sendo atualmente a maior campeã da categoria no Estado. Nos dois primeiros êxitos, o clube optou por seguir nesta mesma série (Prata), ingressando então na série Ouro, somente em 2011, obtendo naquele ano a quarta melhor campanha na Elite do Futsal gaúcho. No ano de 2012, o clube novamente figurou entre os semifinalistas da competição, sendo eliminado nas semifinais.
O clube tem como objetivo principal promover o esporte na região, oferecendo oportunidades para a prática esportiva e incentivando o desenvolvimento de atletas locais. A AGSL compete em diversas categorias e é uma presença constante em campeonatos de futsal, onde busca sempre manter um alto nível de desempenho.
Além do futsal, a Associação também promove outras atividades esportivas e culturais na comunidade, funcionando como um centro de integração social e um ponto de encontro para os moradores da cidade. A AGSL desempenha um papel importante na promoção do esporte e na formação de jovens atletas, ajudando a manter viva a tradição esportiva na região de São Luiz Gonzaga.

## Títulos
| ESTADUAIS         | ESTADUAIS                     | ESTADUAIS | ESTADUAIS         |
|                   | Competição                    | Títulos   | Temporadas        |
| ----------------- | ----------------------------- | --------- | ----------------- |
| Rio Grande do Sul | Campeonato Gaúcho Série Prata | 3         | 2001, 2009 e 2010 |
| Rio Grande do Sul | Taça Laçador                  | 1         | 2022              |
| TOTAL             |                               |           |                   |
|                   | Competição                    | Títulos   | Temporadas        |
|                   | Total de títulos              | 4         | 4 estaduais       |

 Campeão invicto
Campanhas de destaque
- Vice-Campeonato Gaúcho Série Bronze: 1999.